# Alocasia hypoleuca
Alocasia hypoleuca är en kallaväxtart som beskrevs av Peter Charles Boyce. Alocasia hypoleuca ingår i släktet Alocasia och familjen kallaväxter. Inga underarter finns listade.